# Coleta

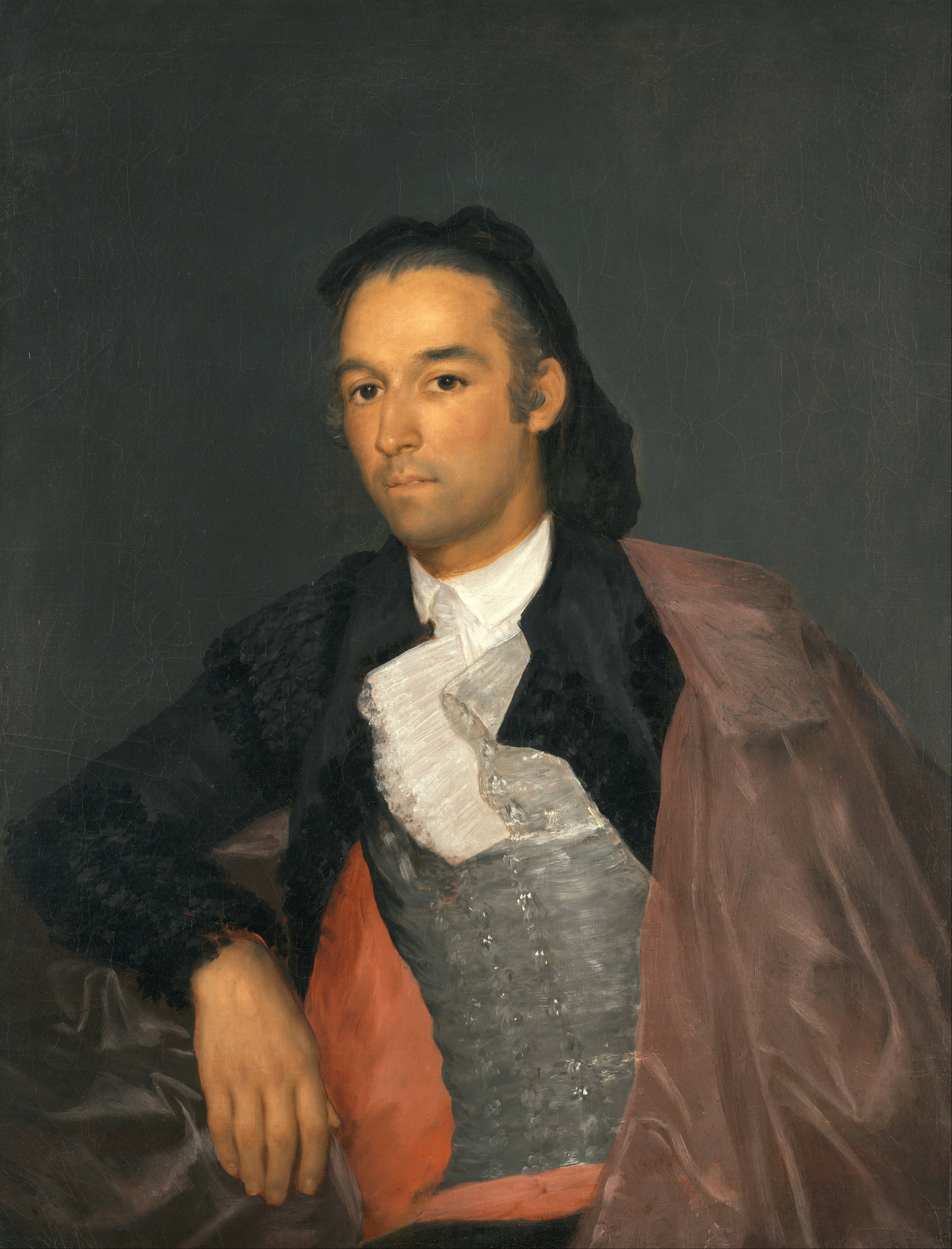
Pedro Romero, chignon à l'ancienne

Dans le monde de la tauromachie, la  coleta  (« queue, natte, couette ») désigne une mèche, de nos jours artificielle, portée par les toreros à pied. Elle est le symbole de leur activité professionnelle : l'expression « se couper la coleta » signifie mettre un terme à sa carrière.

## Description et historique
La coleta est constituée d'une petite tresse de cheveux montée sur un bouton couvert de tissu noir que les toreros portent fixée sur la nuque. Elle est attachée à la « mona » ou « catañeta » (ruban de soie), fixée aux cheveux par un courte pince à pas de vis.
À l'origine, comme on peut le voir sur les gravures de Goya, les toreros portaient les cheveux longs, ramassés dans une résille derrière la tête. C'était une sorte de chignon à la mode des « chulos » madrilènes au XVIIIe siècle. Ce chignon était destiné, selon les dires des toreros, à amortir les chocs en cas de chute.
Au moment où la mode des cheveux courts fit son apparition, les toreros, pour se distinguer dans la rue, conservèrent une seule longue mèche de cheveux qu'ils tressaient.

## L'effet Belmonte

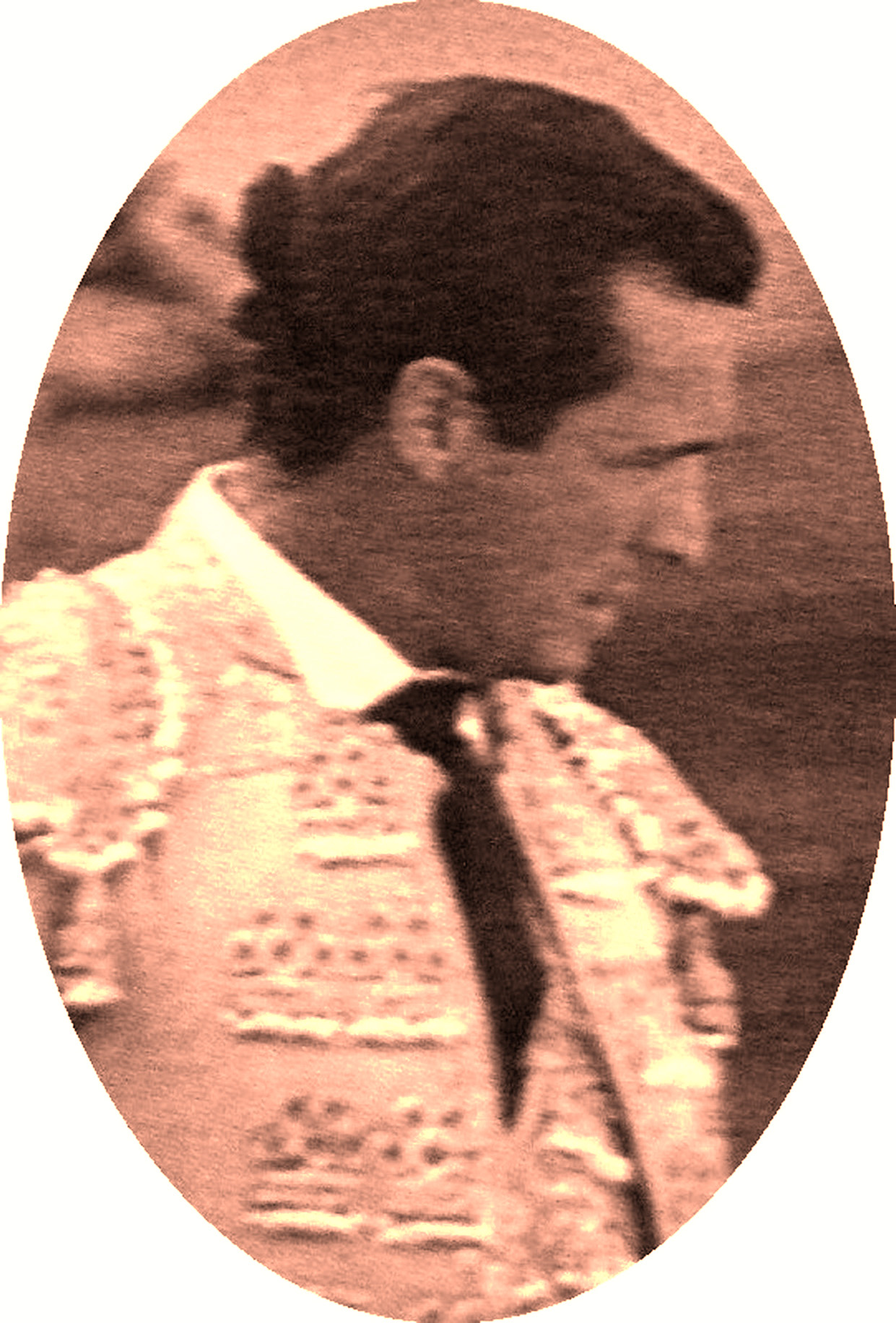
Coleta de Manzanares.

Beaucoup de biographes rapportent que c'est Juan Belmonte qui a lancé la mode du postiche en supprimant sa coleta,. Paul Casanova et Pierre Dupuy précisent toutefois que c'est bien involontairement que Belmonte eut à « se couper la coleta », non pas pour mettre fin à sa carrière, mais parce qu'il devait effectuer son service militaire à partir de l'hiver 1914-1915. C'est à lui qu'on attribue l'invention de la mèche postiche reprise par tous les toreros à l'exception de Joselito, qui portait une tresse de cheveux véritables.
Désormais, le mot coleta est synonyme de torero. Par extension, le terme est employé pour désigner le torero lui-même. Lorsqu'un matador « se coupe la coleta » (« prend sa retraite »), cela donne lieu à une cérémonie en public, généralement émouvante, dans les arènes. Ainsi Manolo Bienvenida a coupé la coleta de son père  Bienvenida (le pape noir) le 20 mars 1927 dans les arènes de Mexico en délire.
À noter que de nos jours, seul Morante de la Puebla porte une coleta authentique.